# Little Jimmy Dickens
James Cecil Dickens, més conegut com a Little Jimmy Dickens (Bolt, Virgínia Occidental, 19 de desembre de 1920 − Nashville, Tennessee, 2 de gener de 2015), va ser un cantant de country estatunidenc. Es va fer conegut pel bon humor de les lletres de les seves cançons, la seva petita alçada (150 cm), i el seu vestuari adornat amb esborradores. Va ser membre del Grand Ole Opry durant 60 anys, així com del Country Music Hall of Fame.

## El seu estil
Algunes de les frases que formen part de les seves cançons:
- “Lord, have mercy, John. There goes Mighty Mouse in his pajamas!”
- “I cannot do both.”
- “Daddy’s name was Ferdinand, Mommy’s name was Lizer, so they named him Fertilizer.”
- “Shake hands, old man, I married your sister!”
- “You’d better run, idiot, we’re brothers!”
- “Rose! What’s the name of that medicine I’m takin'?!”
- “No, but if you’ll go up to the front desk and ask the nurse she’ll tell you who you are.”
- “That all depends. The lady that lives here lets me sleep with her.”
- “Get it over with, Shorty. I’m the janitor and I’d like to go home.”
- “Now I know what I did with my hearing aid!”

## Discografia

### Àlbums d'estudi
| Any                                                | Detalls                                                                                             | Posició    |
| Any                                                | Detalls                                                                                             | US Country |
| -------------------------------------------------- | --------------------------------------------------------------------------------------------------- | ---------- |
| 1954                                               | Old Country Church - Llançament: 1954 - Discogràfica: Columbia                                      | —          |
| 1960                                               | Big Songs by Little Jimmy Dickens - Llançament: Setembre 1960 - Discogràfica: Columbia              | —          |
| 1962                                               | Little Jimmy Dickens Sings Out Behind the Barn - Llançament: Setembre 1962 - Discogràfica: Columbia | —          |
| 1965                                               | Handle with Care - Llançament: Febrer 1965 - Discogràfica: Columbia                                 | —          |
| 1965                                               | May the Bird of Paradise Fly Up Your Nose - Llançament: novembre 1965 - Discogràfica: Columbia      | 4          |
| 1968                                               | Big Man in Country Music - Llançament: 1968 - Discogràfica: Columbia                                | —          |
| 1968                                               | Little Jimmy Dickens Sings - Llançament: Març 1968 - Discogràfica: Decca                            | —          |
| 1969                                               | "Jimmy Dickens Comes Callin" - Llançament: Febrer 1969 - Discogràfica: Decca                        | —          |
| "—" denota publicacions que no van ser registrats. | |            |

### Recopilatoris
| Any                                                | Detalls                                                                         | Posició    |
| Any                                                | Detalls                                                                         | US Country |
| -------------------------------------------------- | ------------------------------------------------------------------------------- | ---------- |
| 1957                                               | Raisin' the Dickens - Llançament: novembre 1957 - Discogràfica: Columbia        | —          |
| 1966                                               | Little Jimmy Dickens' Greatest Hits - Llançament: 1966 - Discogràfica: Columbia | 39         |
| 1969                                               | Greatest Hits - Llançament: 1969 - Discogràfica: Decca                          | —          |
| 1976                                               | Hymns of the Hour - Llançament: 1976 - Discogràfica: Quàntum                    | —          |
| 1983                                               | Historic Edition - Llançament: 1983 - Discogràfica: Columbia                    | —          |
| "—" denota publicacions que no van ser registrats. |                                                                                 |            |

### Singles
| Any                                                | Cançó                                           | Posició més alta | Posició més alta | Àlbum                                     |
| Any                                                | Cançó                                           | US Country       | US               | Àlbum                                     |
| -------------------------------------------------- | ----------------------------------------------- | ---------------- | ---------------- | ----------------------------------------- |
| 1949                                               | "Take an Old Cold 'Tater (And Wait)"            | 7                | —                | Raisin' the Dickens                       |
| 1949                                               | "Country Boy"                                   | 7                | —                | Raisin' the Dickens                       |
| 1949                                               | "My Heart's Bouquet"                            | 10               | —                | Big Songs by Little Jimmy Dickens         |
| 1949                                               | "A-Sleeping at the Foot of the Bed"             | 6                | —                | Raisin' the Dickens                       |
| 1950                                               | "A Rose From Bride's Bouquet"                   | —                | —                | senar-album singles                       |
| 1950                                               | "Hillbilly Fever"                               | 3                | —                | senar-album singles                       |
| 1950                                               | "F-o-o-l-i-sh Em"                               | —                | —                | senar-album singles                       |
| 1950                                               | "Walk Chicken, Walk"                            | —                | —                | senar-album singles                       |
| 1950                                               | "Out of Business"                               | —                | —                | senar-album singles                       |
| 1950                                               | "I'm Little, But I'm Loud"                      | —                | —                | Raisin' the Dickens                       |
| 1951                                               | "Cold Feet"                                     | —                | —                | senar-album singles                       |
| 1951                                               | "What About You"                                | —                | —                | senar-album singles                       |
| 1951                                               | "Sign of the Highway"                           | —                | —                | senar-album singles                       |
| 1951                                               | "Poor Little Darlin'"                           | —                | —                | senar-album singles                       |
| 1951                                               | "Old Rugged Cross" (amb Johnson Family Singers) | —                | —                | senar-album singles                       |
| 1952                                               | "They Locked God Outside the Iron Curtain"      | —                | —                | senar-album singles                       |
| 1952                                               | "Lola Lee"                                      | —                | —                | senar-album singles                       |
| 1952                                               | "Hot Diggity Dog"                               | —                | —                | senar-album singles                       |
| 1952                                               | "Waitress, Waitress"                            | —                | —                | senar-album singles                       |
| 1952                                               | "Take Up Thy' Cross"                            | —                | —                | Old Country Church                        |
| 1952                                               | "No Tears in Heaven"                            | —                | —                | Old Country Church                        |
| 1952                                               | "Wedding Bell Waltz"                            | —                | —                | senar-album single                        |
| 1953                                               | "I Shall Not Be Moveu"                          | —                | —                | Old Country Church                        |
| 1953                                               | "Sidemeat and Cabbage"                          | —                | —                | senar-album singles                       |
| 1953                                               | "I'm Making Love to a Stranger"                 | —                | —                | senar-album singles                       |
| 1953                                               | "Thick and Thin"                                | —                | —                | senar-album singles                       |
| 1953                                               | "No Plan Like Home on Christmas"                | —                | —                | senar-album singles                       |
| 1954                                               | "That Little Old Country Church House"          | —                | —                | Old Country Church                        |
| 1954                                               | "I'All Come Home"                               | —                | —                | senar-album singles                       |
| 1954                                               | "You Better Not Do That"                        | —                | —                | senar-album singles                       |
| 1954                                               | "Out Behind the Barn"                           | 9                | —                | Raisin' the Dickens                       |
| 1954                                               | "Blackeyed Joe's"                               | —                | —                | senar-album singles                       |
| 1954                                               | "Stinky Pass That Hat Around"                   | —                | —                | senar-album singles                       |
| 1955                                               | "Salty Boogie"                                  | —                | —                | senar-album singles                       |
| 1955                                               | "We Could"                                      | —                | —                | senar-album singles                       |
| 1955                                               | "I'm Braver Now"                                | —                | —                | senar-album singles                       |
| 1956                                               | "Hey Worm (You Wanna Wiggle)"                   | —                | —                | senar-album singles                       |
| 1956                                               | "Big Sandy"                                     | —                | —                | senar-album singles                       |
| 1956                                               | "Country Boy Bounce" (amb The Country Boys)     | —                | —                | senar-album singles                       |
| 1956                                               | "Cornbread and Buttermilk"                      | —                | —                | senar-album singles                       |
| 1956                                               | "Say It Now"                                    | —                | —                | senar-album singles                       |
| 1956                                               | "Raisin' the Dickens" (amb The Country Boys)    | —                | —                | senar-album singles                       |
| 1957                                               | "I Never Had the Blues"                         | —                | —                | senar-album singles                       |
| 1957                                               | "Makin' the Rounds"                             | —                | —                | senar-album singles                       |
| 1957                                               | "Family Reunion"                                | —                | —                | senar-album singles                       |
| 1958                                               | "(I Got a) Hole in My Pocket"                   | —                | —                | senar-album singles                       |
| 1959                                               | "When Your House Is Not a Home"                 | —                | —                | senar-album singles                       |
| 1959                                               | "Hannah"                                        | —                | —                | senar-album singles                       |
| 1959                                               | "Hey Dt. (Hide the Daughter)"                   | —                | —                | senar-album singles                       |
| 1960                                               | "We Lived It Up"                                | —                | —                | senar-album singles                       |
| 1960                                               | "Fireball Mail"                                 | —                | —                | Big Songs by Little Jimmy Dickens         |
| 1961                                               | "Talking to the Wall"                           | —                | —                | senar-album single                        |
| 1962                                               | "Twenty Cigarettes"                             | —                | —                | Out Behind the Barn                       |
| 1962                                               | "The Violet and the Rose"                       | 10               | —                | Out Behind the Barn                       |
| 1962                                               | "Police, Police"                                | —                | —                | senar-album single                        |
| 1963                                               | "Another Bridge to Burn"                        | 28               | —                | Handle with Care'                         |
| 1964                                               | "I Leaned Over Backwards for You"               | —                | —                | Handle with Care'                         |
| 1964                                               | "Is Goodbye That Easy to Say"                   | —                | —                | Handle with Care'                         |
| 1965                                               | "He Stands Real Tall"                           | 21               | —                | Handle with Care'                         |
| 1965                                               | "May the Bird of Paradise Fly Up Your Nose"     | 1                | 15               | May the Bird of Paradise Fly Up Your Nose |
| 1966                                               | "When the Ship Hit the Sand"                    | 27               | 103              | Greatest Hits                             |
| 1966                                               | "Who Licked the Xarxa Off Your Candy"           | 41               | —                | Big Man in Country Music                  |
| 1966                                               | "Where the Buffalo Trud"                        | —                | —                | Big Man in Country Music                  |
| 1967                                               | "Country Music Lover"                           | 23               | —                | Big Man in Country Music                  |
| 1967                                               | "Johnny Needs a G-String (For Her Old Guitar)"  | —                | —                | Big Man in Country Music                  |
| 1967                                               | "Daddy and the Wine"                            | —                | —                | Little Jimmy Dickens Sings                |
| 1968                                               | "I Love Lucy Brown"                             | —                | —                | Little Jimmy Dickens Sings                |
| 1968                                               | "How to Catch an African Skeeter Alive"         | 69               | —                | Little Jimmy Dickens Comes Callin'        |
| 1968                                               | "Someday You'll Call My Name"                   | —                | —                | Little Jimmy Dickens Comes Callin'        |
| 1968                                               | "When You're Seventeen"                         | 55               | —                | Greatest Hits (1966)                      |
| 1969                                               | "Times Are Gonna Get Better"                    | —                | —                | senar-album singles                       |
| 1970                                               | "(You'vés Been Llevi a Doll) Raggedy Ann"       | 75               | —                | senar-album singles                       |
| 1970                                               | "Everyday Family Man"                           | 70               | —                | senar-album singles                       |
| 1971                                               | "Here It Menges Again"                          | —                | —                | senar-album singles                       |
| 1971                                               | "You Only Want Em for My Bodi"                  | —                | —                | senar-album singles                       |
| 1972                                               | "Try It, You'll Like It"                        | 61               | —                | senar-album singles                       |
| 1972                                               | "Alabam"                                        | —                | —                | senar-album singles                       |
| 1976                                               | "Preacherman"                                   | —                | —                | senar-album singles                       |
| "—" denota publicacions que no van ser registrats. |                                                 |                  |                  |                                           |

Nota
- "May the Bird of Paradise Fly Up Your Nose" també va arribar al #4 a la llista canadenca RPM.

### Cares B
| Any  | Cançó              | Màxima posició a les llistes | A-Side Single                        |
| Any  | Cançó              | Estats Units                 | A-Side Single                        |
| ---- | ------------------ | ---------------------------- | ------------------------------------ |
| 1949 | "Pennies for Papa" | 12                           | "Take an Old Cold 'Tater (And Wait)" |